# Буряківництво

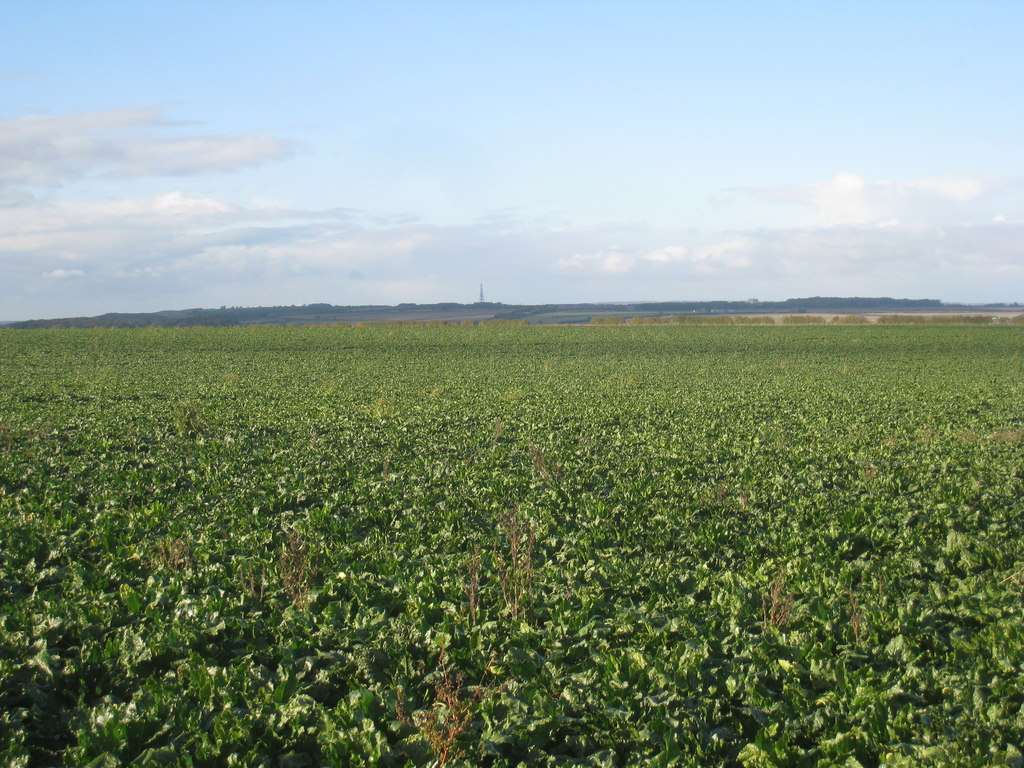
Бурякове поле

Буряківництво — галузь рослинництва, що займається вирощуванням цукрових буряків з промисловою метою, головним чином як основної сировини для цукрової промисловості.
Буряківництво як галузь сільського господарства займається вирощуванням та постачанням сировини для харчової промисловості (цукор, патока) і тваринництва (жом, меляса, гичка).
Найсприятливішими для вирощування цукрового буряка є помірні широти, оскільки культура потребує достатньо тепла та вологи. Близько 80 % посівних площ цукрового буряка зосереджені у Європі. На частку цукру з цукрового буряка припадає 35–40 % загальносвітового виробництва. На рубежі 1990-х — 2000-х років Україна займала перше місце у світі за площею посівів цукрового буряка, що становило 15–17 % світових об'ємів. Станом на 2017 рік Україна займала сьому позицію за цим показником.

## Галерея

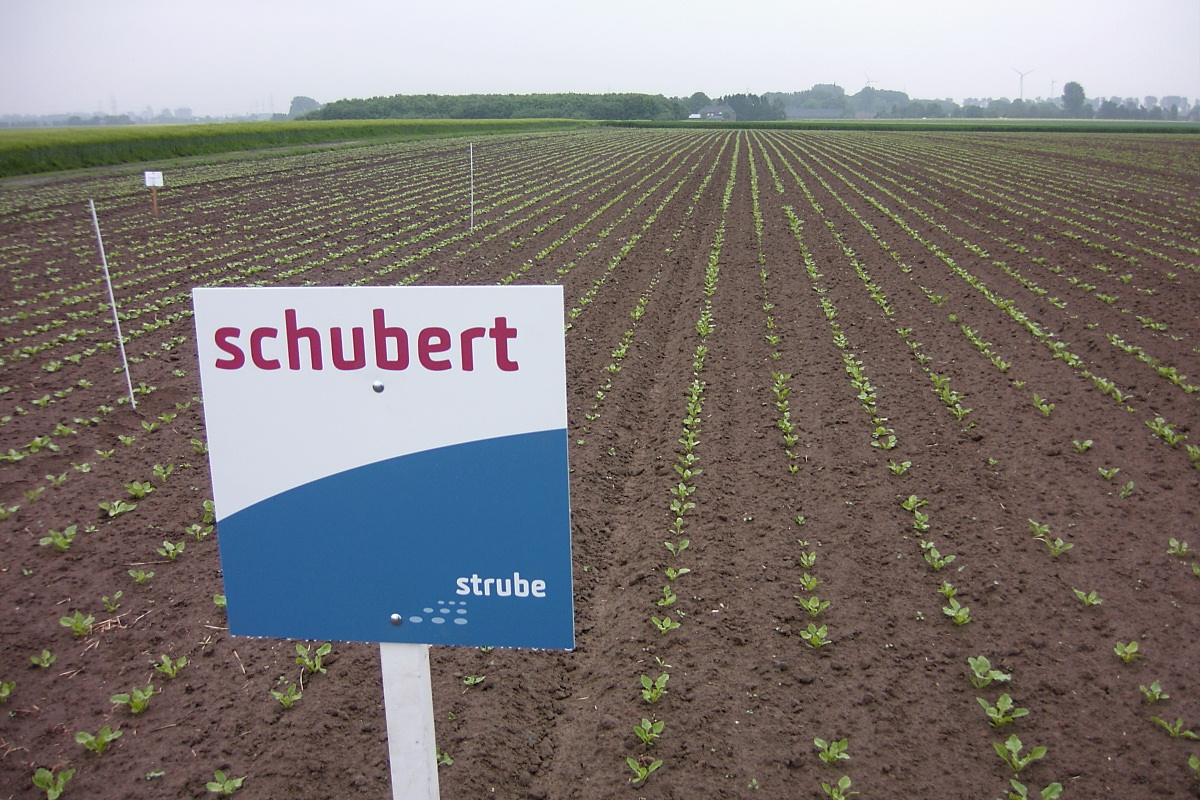
Молоді посіви цукрового буряка
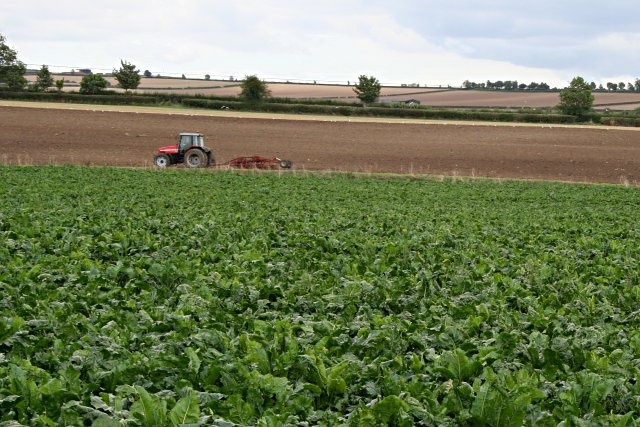
Поле цукрового буряка, який дозріває
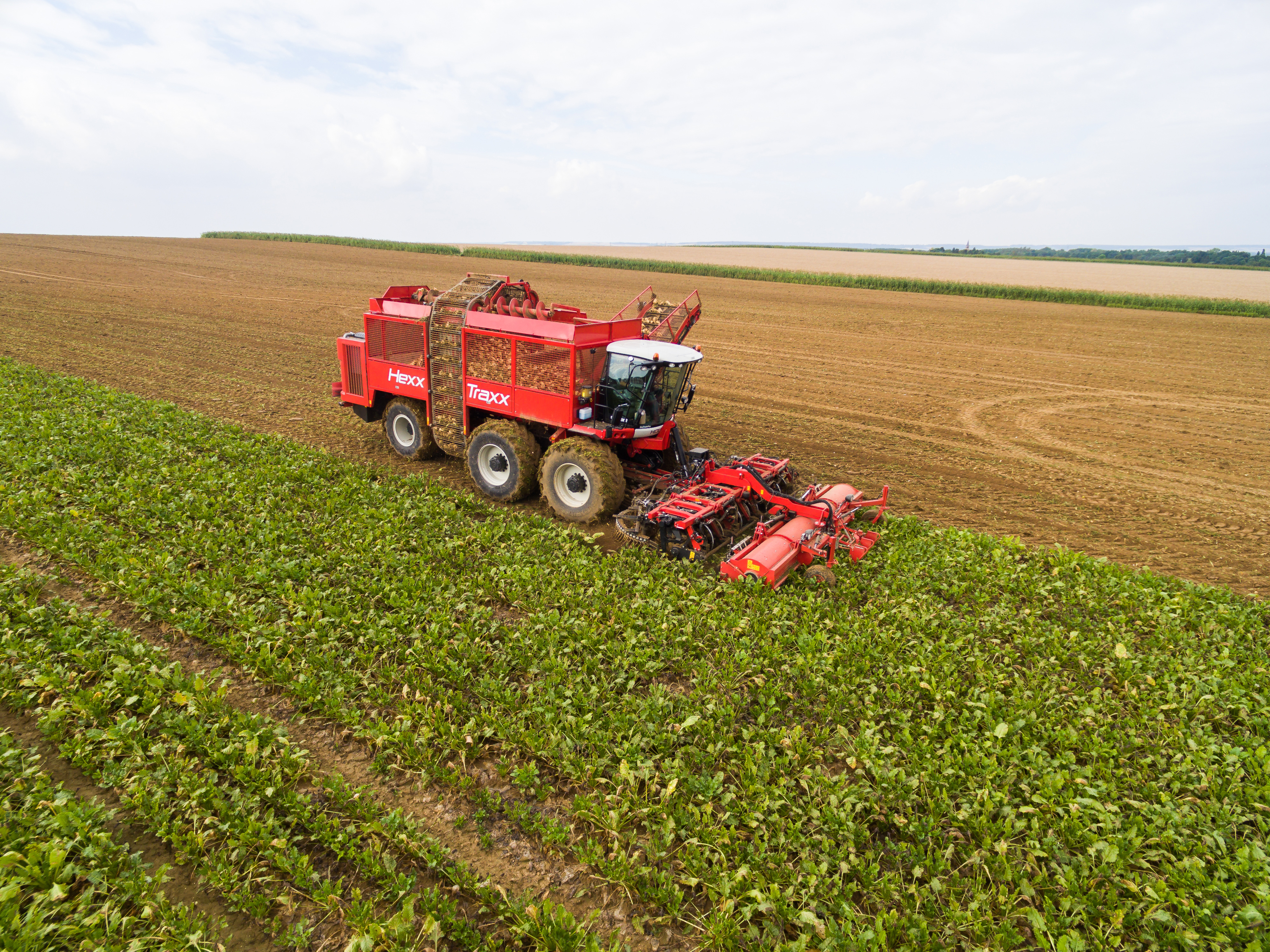
Збір буряка спеціальним комбайном
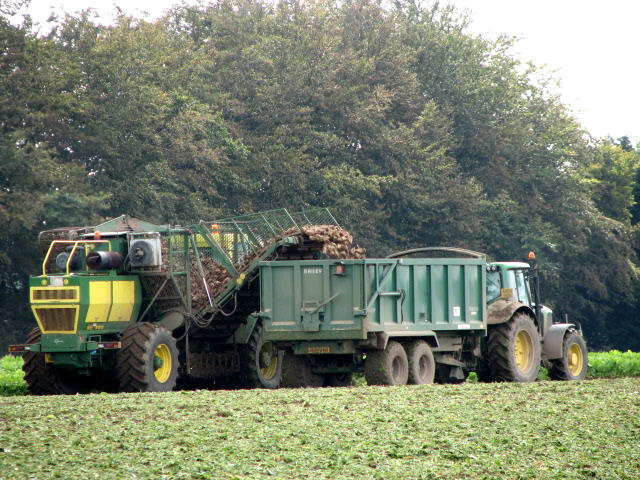
Перевантаження буряка з комбайна
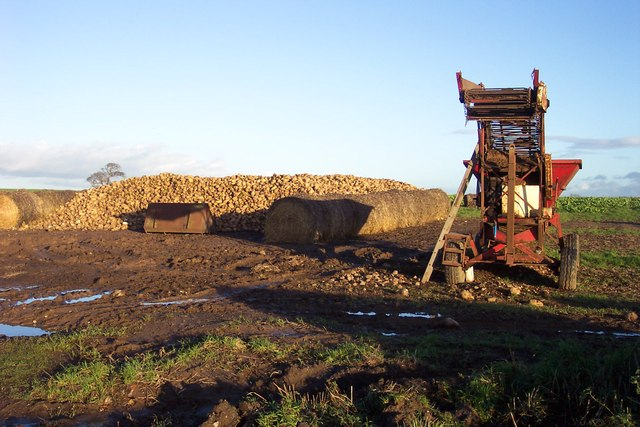
Кагатування буряка на полі для тимчасового зберігання
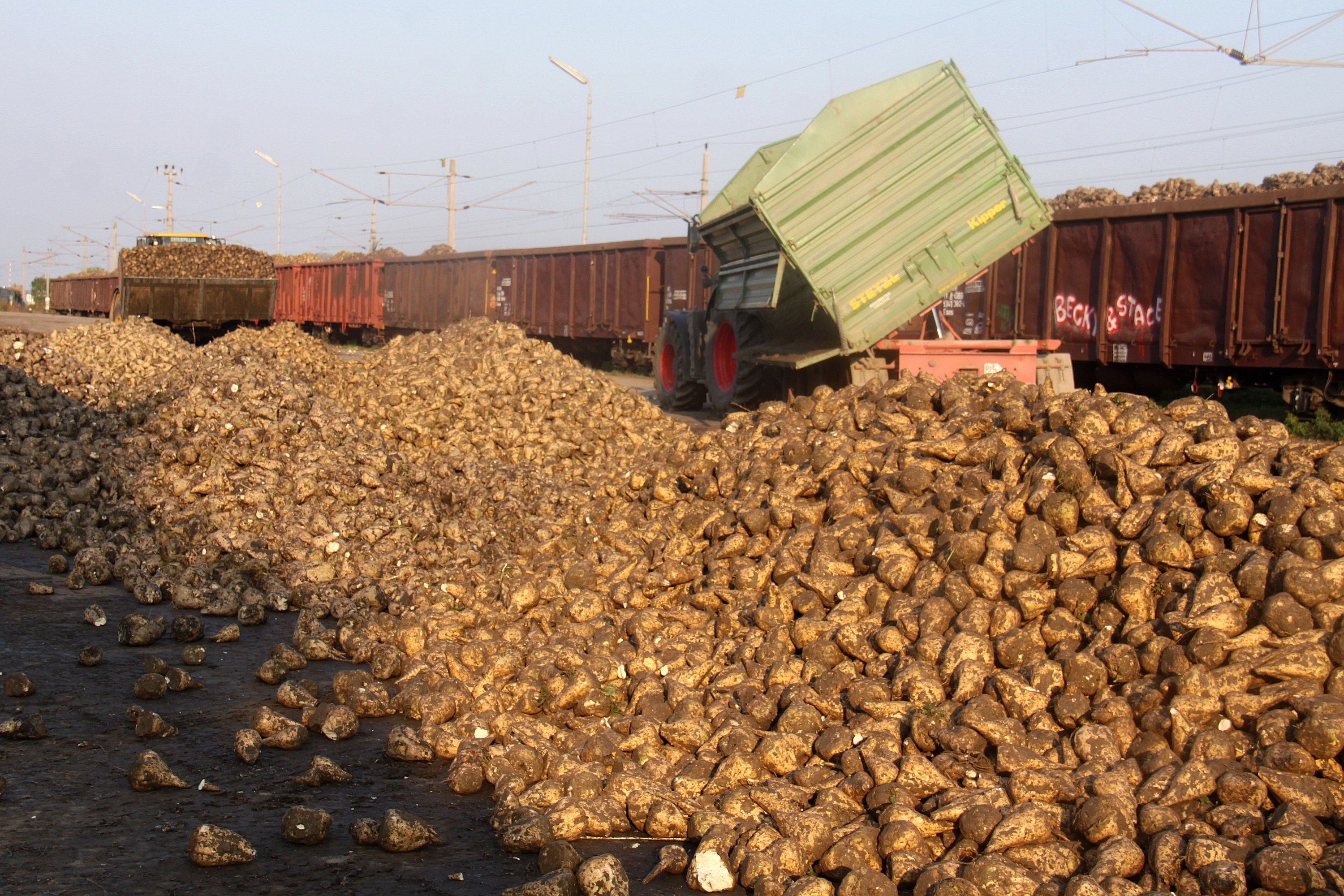
Вивантаження та кагатування буряка для подальшого транспортування залізницею до переробного підприємства